# Знаки почтовой оплаты СССР (1971)
Зна́ки почто́вой опла́ты СССР (1971) — перечень (каталог) знаков почтовой оплаты (почтовых марок), введённых в обращение дирекцией по изданию и экспедированию знаков почтовой оплаты Министерства связи СССР в 1971 году.

## Список коммеморативных (памятных) марок
Порядок следования элементов в таблице соответствует номеру по каталогу марок СССР (ЦФА), в скобках приведены номера по каталогу «Михель».
| № по каталогу                        | Изображение | Описание и источники                      | Номинал   | Дата выпуска          | Тираж     | Художник     |
| ------------------------------------ | ----------- | ----------------------------------------- | --------- | --------------------- | --------- | ------------ |
| (ЦФА [АО «Марка»] № 4045) (Mi #3923) |             | «С Новым, 1972 годом!»: - Русская тройка. | 0,10 руб. | 14 сентября 1971 года | 3 600 000 | Н. Гликштейн |

## Комментарии
1. ↑  Ниже приведён перечень памятных художественных марок (с возможностью сортировки по номиналу, тиражу и дате введения в обращение).
2. ↑  Новогодняя марка «С Новым, 1972 годом!»: на многоцветной марке  (ЦФА [АО «Марка»] № 4045) — Русская тройка. Разновидность  (ЦФА [АО «Марка»] № 4045А) на розовом фоне. Глубокая печать, перфорирована: рамочная зубцовка 11½ (на каждые 2 сантиметра края марки приходится 11½ зубцов). В марочных листах 50 (5×10)[2][6][7].